# Giuliana Berlinguer
Giuliana Berlinguer, nacida Giuliana Ruggerini (Mantua, 23 de noviembre de 1933 – Roma, 15 de septiembre de 2014), era una guionista, novelista y directora italiana.

## Biografía
Estudió derecho en la Universidad Católica del Sagrado Corazón, y también en la Accademia nazionale d'arte drammatica. Desde los años 1960 , trabajó para la RAI.
Estaba casada con el políticio y humanista Giovanni Berlinguer, hermano de Enrico Berlinguer; tenían tres hijos: Luisa (1959), Mario (1962) y Lidia (1963).

## Largometrajes
- Il disertore, 1983.
- Un altro mondo è possibile (film colectivo), 2001.
- Lettere dalla Palestina (film colectivo), 2002.
- Ecuba, con Irene Papas (2004)

## Libros
- Una per sei, 1985.
- Il braccio d'argento, 1988.
- La soluzione, 1990.
- Agata e i suoi, 1994.
- Il mago dell'Occidente, 1997.
- Motorpatia. Originale radiofonico, 1997.